# 初芽局
初芽局（はつめのつぼね），傳說是德川家康送往政敵石田三成身旁的女忍者。實際上此人是否存在則不明。成功接近目標人物的三成後，初芽局因佩服他實際的人品而墜入愛河，成了像是三成側室般的存在。背叛德川並因此為德川所殺。但也有傳說她活到了關原之戰後，一直憑弔著三成。
在司馬遼太郎的小說『關原』裡，不單是她單方面愛上三成，也有三成對她付出感情的描寫。在此作中採取了初芽局關原戰後出家的說法。
而在堺屋太一的『大いなる企て』中，則完全不採用「初芽＝間諜」的說法，單純只將她描寫為三成的愛妾，在佐和山城被攻下後，她和石田一家一起自殺殉節。

## 娛樂相關
- 龍族拼圖戰國人物